# Airbus A300-600
L'Airbus A300-600 est un avion de ligne bimoteur développé et fabriqué par Airbus Industrie (plus tard Airbus). L'A300-600 consiste en la modernisation de l'Airbus A300  et est décliné en plusieurs versions.

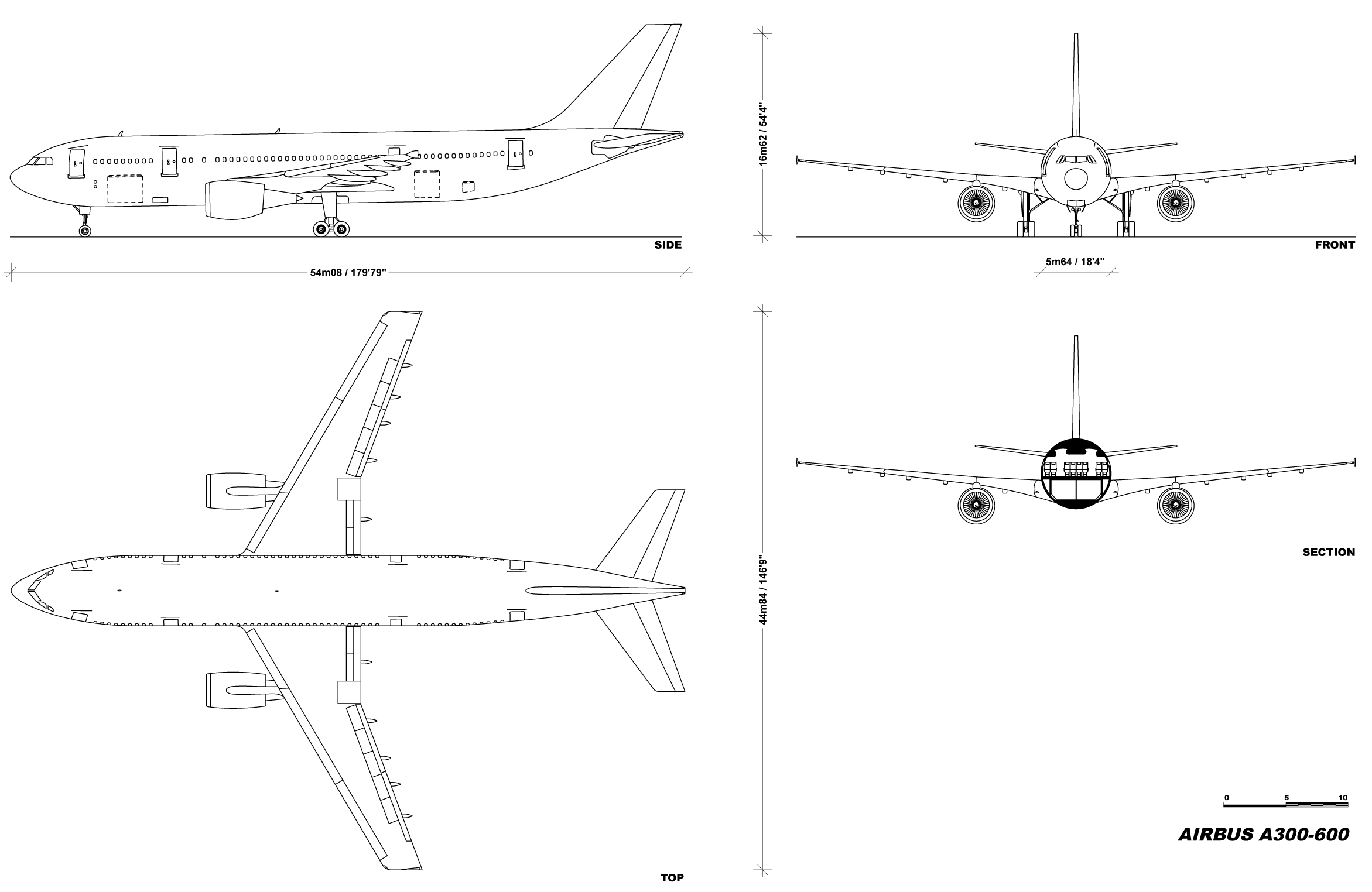
Vues de l'A300-600.

## Histoire
Lancé le 16 décembre 1980, l'A300B4-600 est la première version de l'A300 modernisée en bénéficiant de nouvelles technologies développées pour l'A310. Sur son certificat de navigabilité, l'appareil est toujours désigné en tant qu'A300B4-600, bien que ce modèle est commercialisé sous la désignation A300-600. En effet, Airbus avait modifié la dénomination de ce modèle, précédemment appelé A300B6.
Le premier appareil long-courrier d'Airbus, l'A310, avait le vent en poupe. Ainsi, Singapore Airlines en acquit 26 exemplaires, en éliminant ses 4 B757. Mais il fallait moderniser l'A300, car l'A310, un long-courrier de taille plus modeste, ne pouvait pas optimiser le vol moyen-courrier, à savoir celui de l'A300, et ce d'autant plus que la productivité de l'A300 devenait inférieure à celle de l'A310, du fait de son poste de commande classique (3 personnels navigants, à savoir 2 pilotes et 1 mécanicien de bord).

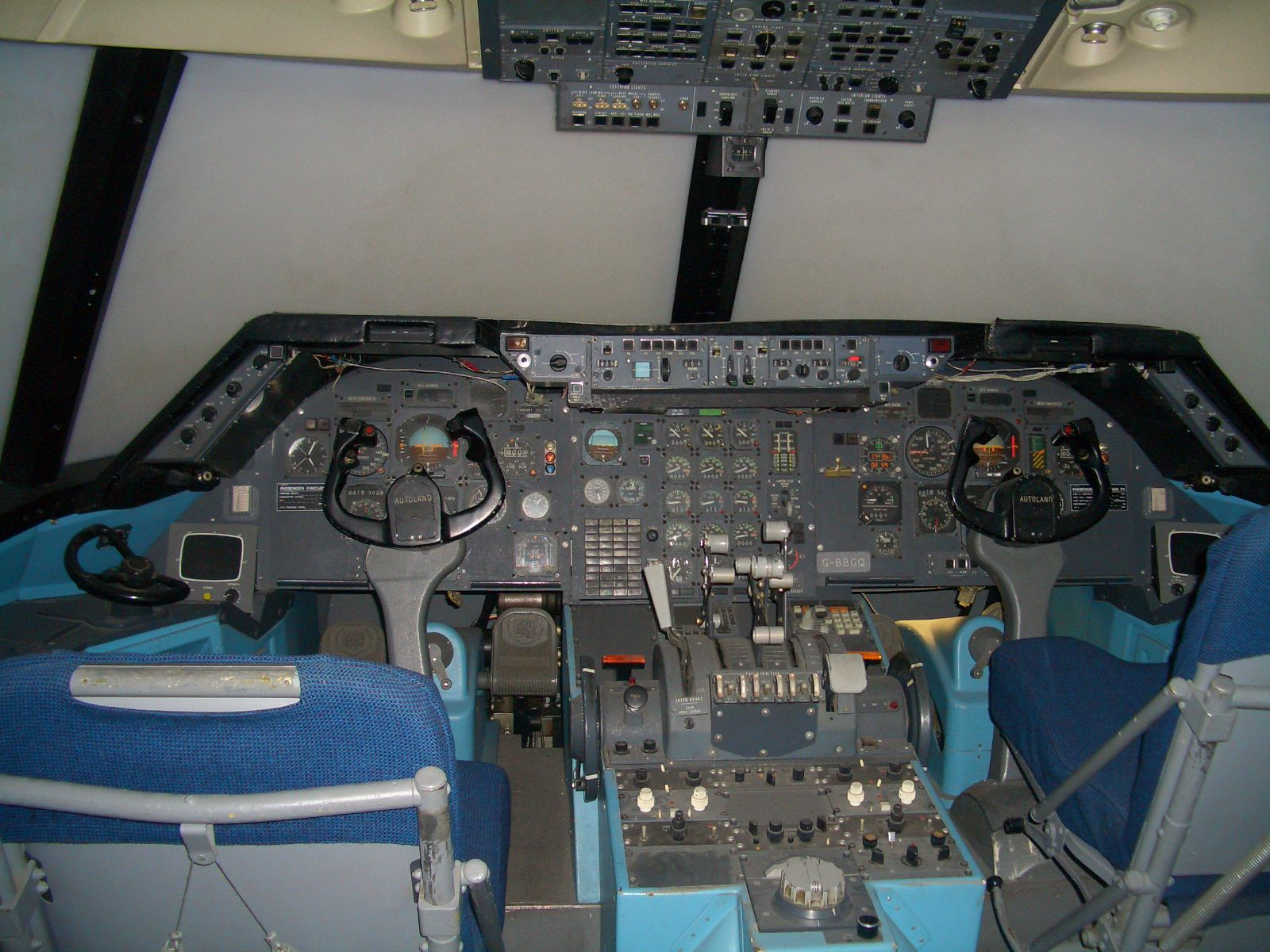
Cockpit du L-1011 (simulateur) dont la conception fut suivie de l'A300. Grande invention de Lockheed : indicateur-bouton intégré.

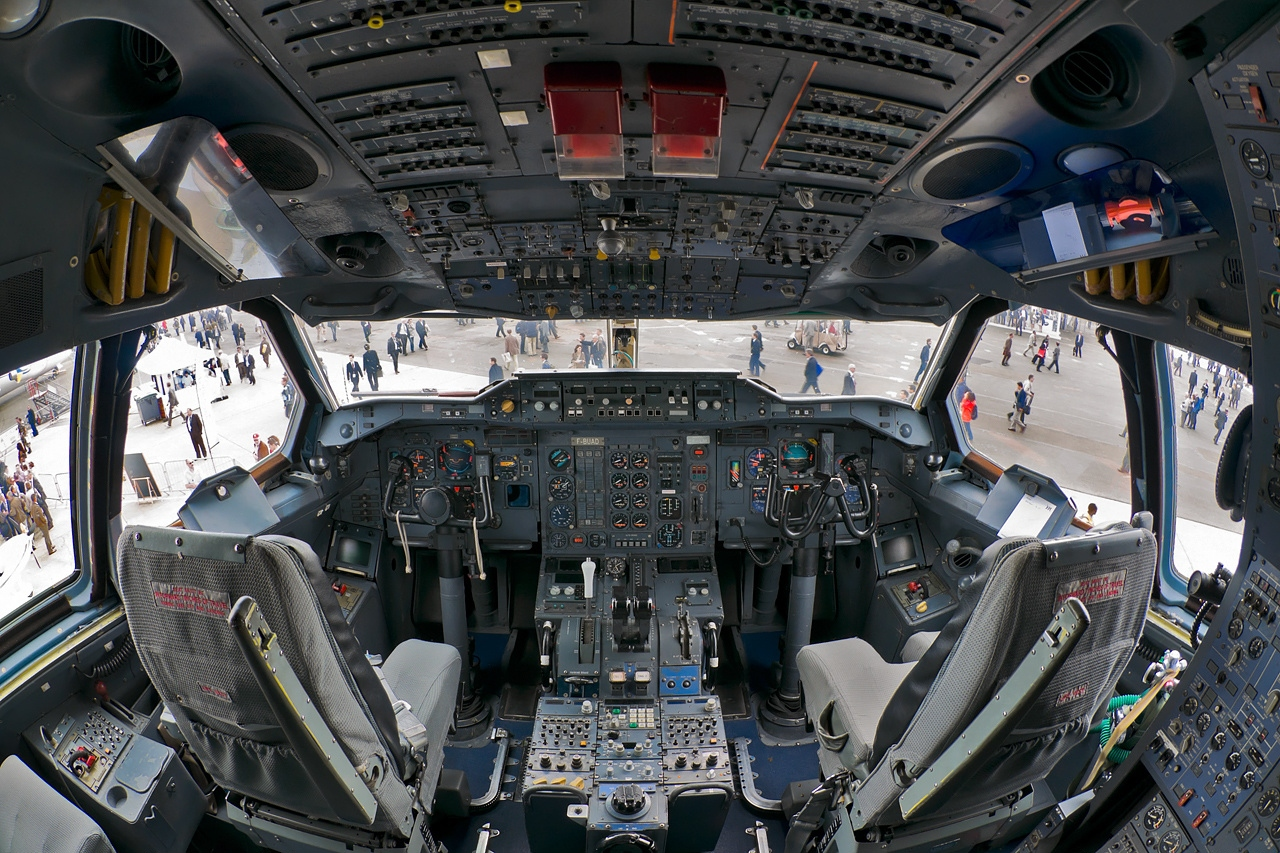
Celui de F-BUAD, A300B2-1C MSN003, quasiment non numérique.

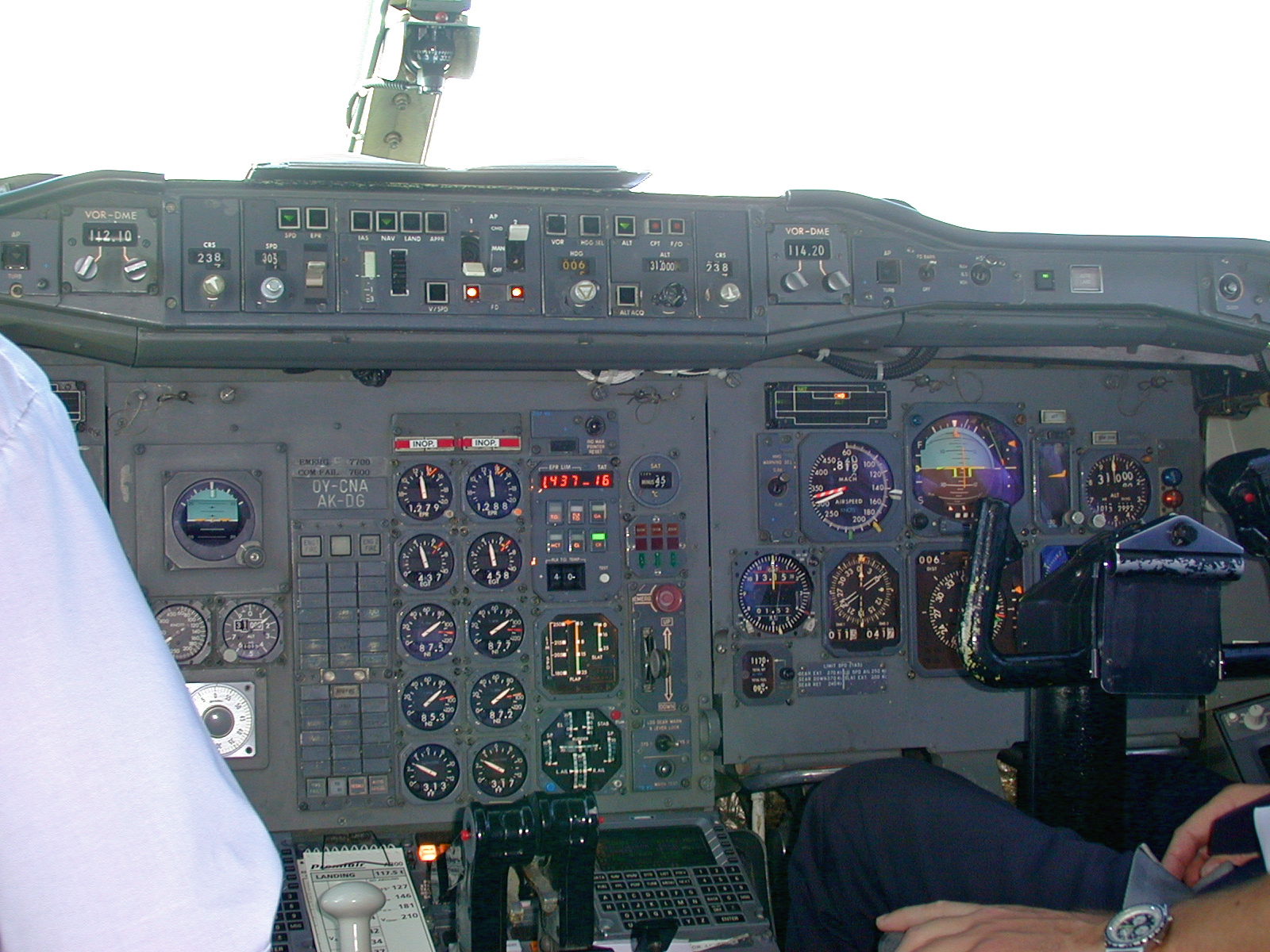
Celui d'OY-CNA, A300B4-120 MSN079 (voir ci-dessus, ex LN-RCA). L'EFIS (Electronic Flight Instrument System) était partiellement installé, dès celui-ci.

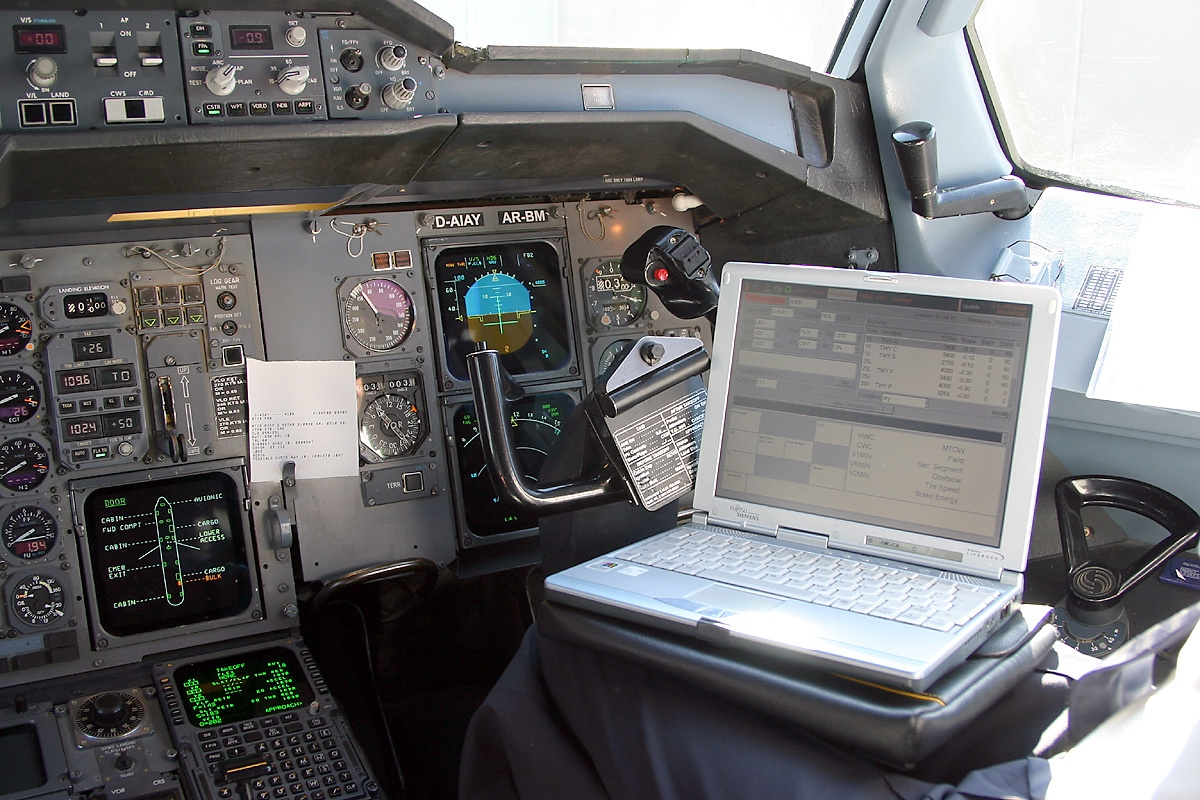
Celui de D-AIAY, A300B4-605R MSN608, dit « cockpit de verre ». À gauche, les 5 indicateurs du moteur no 2 restent cependant en analogue.

Grâce à son cockpit conçu pour seulement deux pilotes, l'A300B4-600 augmenta la productivité. Mais il était important d'améliorer aussi la sécurité d'exploitation. En effet, en lançant le L-1011 TriStar, véritable bijou technologique, les ingénieurs de Lockheed avaient constaté que, dans le cockpit des jets de grande taille, la complexité d'un trop grand nombre d'indicateurs, d'instruments et d'organes pouvait provoquer des erreurs, donc des accidents. Afin de résoudre cette difficulté, ils réalisèrent non seulement un pilotage automatique très sophistiqué, mais inventèrent également un nouvel indicateur intégrant à la fois l'usage d'un compteur et d'un bouton. Celui-ci s'allume en fonction de son état marche arrêt et est aujourd'hui très utilisé dans tous les domaines industriels. Grâce à lui, les pilotes pouvaient facilement vérifier les états et leurs manœuvres. Airbus amplifia ces idées pour la sécurité, en développant l'A300B4 FFCC (Forward Facing Crew Cockpit), malgré le maintien de technologies analogiques. Enfin, après avoir constaté l'évolution du calculateur, le constructeur décida d'adopter les technologies numériques, pour l'A310, puis pour l'A300 modernisé : l'A300B4-600.
Quelle que soit la taille d'avion, ce fut désormais le calculateur qui commanda l'appareil. Celui-ci n'eut besoin que de 2 pilotes qui ne commandaient plus directement l'appareil. En consultant les calculateurs qui vérifiaient toujours les paramètres, organisaient et optimisaient le vol. Bien entendu, l'équipage pouvait reprendre les commandes manuelles à tout moment. À partir de l'A300B4-600, le pilote devint directeur général du ciel.
Les principales informations requises pour commander l'appareil furent désormais indiquées, selon leur importance, sur 6 écrans à tube cathodique (2 paires identiques pour 2 pilotes et 2 autres) le cockpit acquit le surnom de « cockpit de verre ». Comme les 6 écrans sont identiques, en cas de panne, il est facile d'en changer. Le personnel navigant peut facilement distinguer l'état de l'appareil grâce à un code de couleurs. Si un message est indiqué en rouge, il faut que cette anomalie soit immédiatement résolue.
Les calculateurs ne furent totalement numériques qu'à partir de l'A320. Du fait de choix des ingénieurs d'Airbus qui voulaient laisser une étape de transition aux pilotes, les instruments concernant les réacteurs demeuraient analogues (voir le cockpit de D-AIAY, A300B4-605R).
Comme à cette époque la fiabilité du calculateur était encore faible, Airbus choisit d'assurer la redondance par trois ordinateurs de trois types complètement différents, à la fois sur le plan matériel et logiciel, approche opposée au B777 par exemple. Pour que le pilote automatique utilisât des valeurs appropriées, il fallait qu'au minimum 2 résultats (capteurs, etc.) fussent identiques afin de parer à tout défaut, qu'il fût logiciel, de production ou autre.
Le diamètre de fuselage est identique à celui de l'A300B2/B4. 16 sièges supplémentaires environ (2 rangées de sièges) furent ajoutés à la cabine, et Airbus adopta l'empennage développé pour l'A310 plus court, tout en allongeant la cabine. Il dispose donc d'une capacité typique de 266 passagers et jusqu'à 380 sièges en configuration dense, selon les règles d'évacuation.
L'A300B4-600 conserve la voilure classique, celle de -B2/-B4. La voilure supercritique de l'A310 ne fut pas adoptée car elle induisait une modification entière et coûteuse de l'appareil, notamment en raison de sa masse maximale au décollage qui aurait été plus lourde (165 tonnes). Toutefois, dès 1989, un certain nombre d'A300B4-600 et tous les A300B4-600R furent équipés d'ailette (flèche) afin d'éviter le tourbillon marginal, la traînée induite et enfin de réduire légèrement la consommation de carburant.
De plus, pour diminuer le poids et maximiser l'efficacité, toutes les possibilités d'amélioration furent étudiées, notamment les freins et un moteur auxiliaire de puissance plus performants.
L'A300B4-600 est autorisé à partir de 27 juillet 1990 à exploiter avec ETOPS180, à condition que la compagnie et l'appareil satisfassent les règles requis.

### Livraison

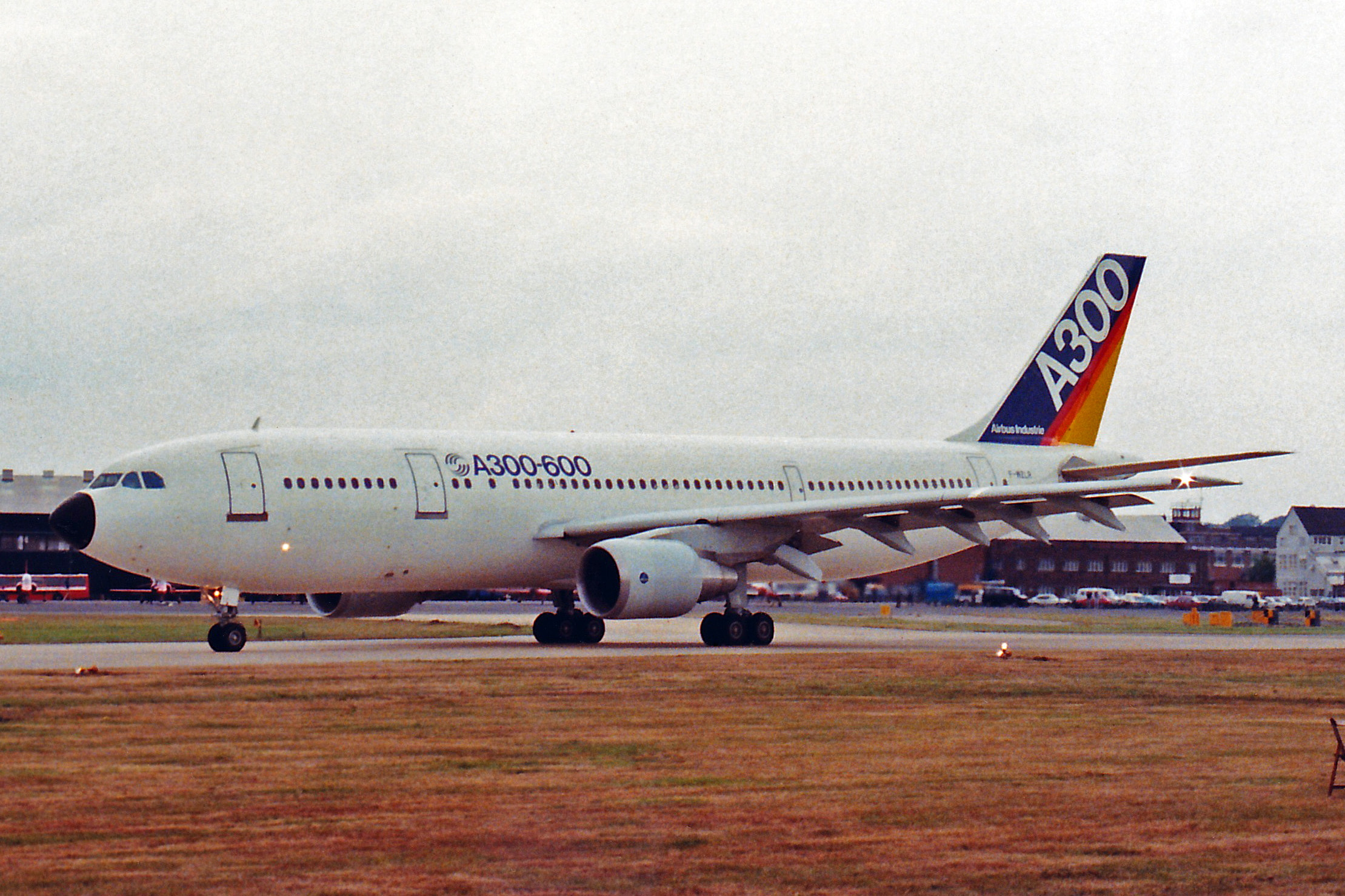
F-WZLR, prototype A300B4-620 MSN252, le 9 septembre 1984.

Équipé de 2 réacteurs Pratt & Whitney JT9D-7R4H1 (2×249,1kN), le prototype A300B4-620 ((MSN252), vendu à La Tur Charter le 3 août 1989) effectua son premier vol le 8 juillet 1983. À la suite de la certification de l'A300B4-620 le 9 mars 1984, le constructeur livra le premier appareil (A300B4-620 (MSN284)) à Saudia (actuellement Saudi Arabian Airlines) le 1er juin 1984 tandis que Thai Airways International reçut le premier A300B4-601 (MSN368) équipé General Electric CF6-80C2A1 (2×257,4kN) le 26 septembre 1985. L'A300B4-601 avait obtenu sa certification le 17 septembre. Lufthansa choisit pour ses 11 A300B4-603, une autre version plus puissante du réacteur, le CF6-80C2A3 (2×262,2kN). Pratt & Whitney améliora son réacteur dans sa version PW4158 (258,1kN) qui fut adapté pour l'A300B4-622. Ce dernier n'obtint sa certification que le 6 mars 1989.
Seuls quatre exemplaires de la version « convertible » (passager-cargo) A300C4-620 furent construits. Deux de ces appareils furent détruits à l'aéroport de Koweït lors de la Guerre du Golfe (1990-1991). Par ailleurs, après avoir acquis cinq A300B4-622 auprès de Korean Air, FedEx les convertit en version fret (A300B4-622F) au sein d'EADS EFW (Elbe Flugzeigwerke).
En raison de l'amélioration du rayon d'action par l'A300B4-600R, Airbus ne livra que 35 exemplaires de l'A300B4-600, ainsi que 4 A300C4-600.

### A300B4-600R / A300C4-600R

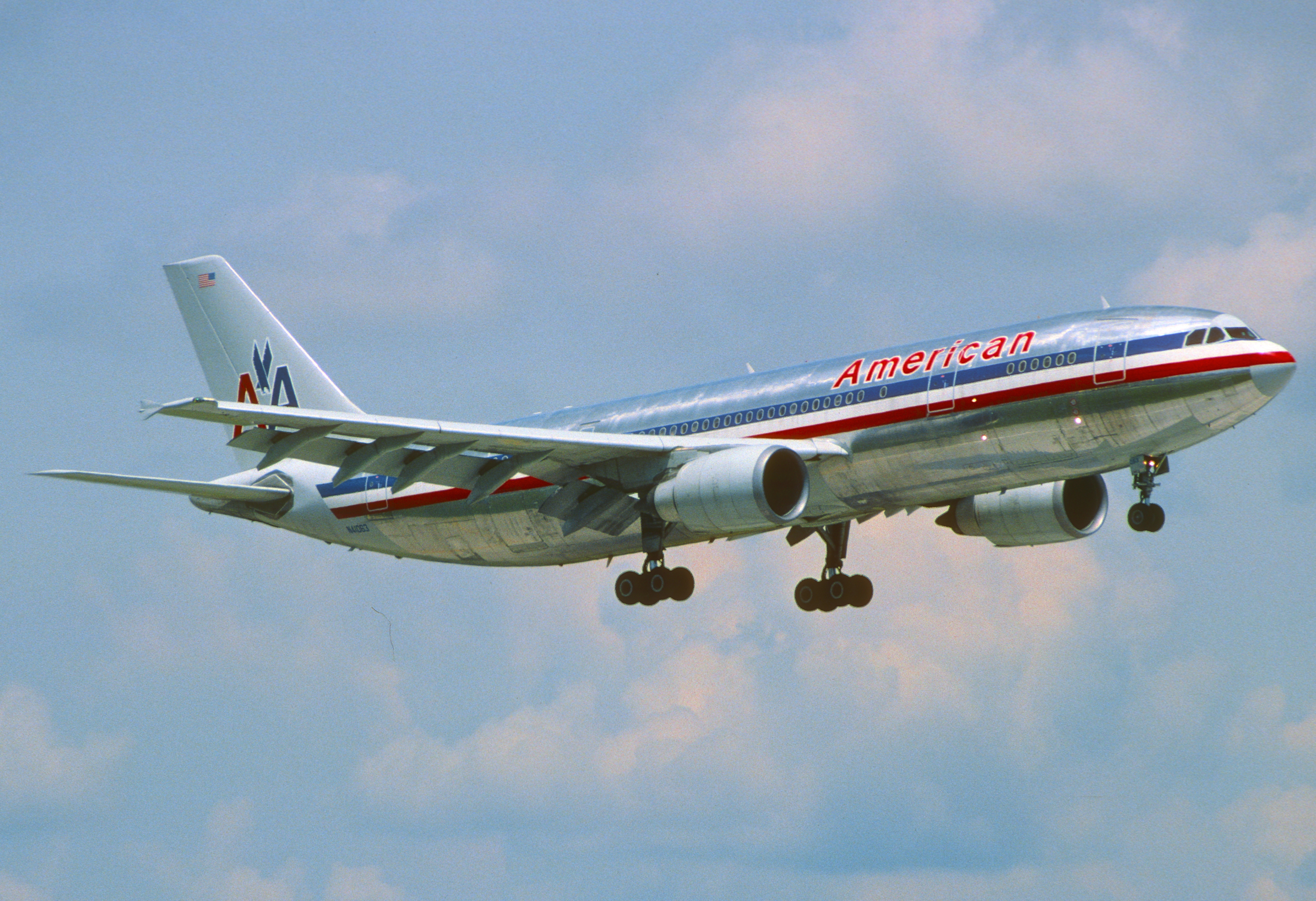
N41063, A300B4-605R MSN506. AAL était le premier client de ce type tandis que cet A300 était le premier modèle d'Airbus acquis par la compagnie.

En allongeant son rayon d'action (R : extended-Range), Airbus lança ses dernières versions passagers de l'A300. Le constructeur augmenta sa masse maximale au décollage (170,5 tonnes ou 171,7 tonnes au lieu de 165 tonnes) et ajouta un réservoir de carburant d'équilibrage placé dans l'empennage horizontal, conçu pour le Concorde. Le carburant dans ce réservoir est utilisé non seulement pour l'alimentation des réacteurs mais également pour le centrage, automatique, au cours du vol. L'A300B4-600R atteignit un rayon d'action de 7 500 km dans sa configuration A300B4-605R, (équipé de deux réacteurs General Electric CF6-80C2A5, 2×267,3kN) et 7 540 km pour l'A300B4-622R, (équipé de deux réacteurs Pratt & Whitney PW4158, 2×258,1kN), dépassant largement les 6 670 km de l'A300B4-600.

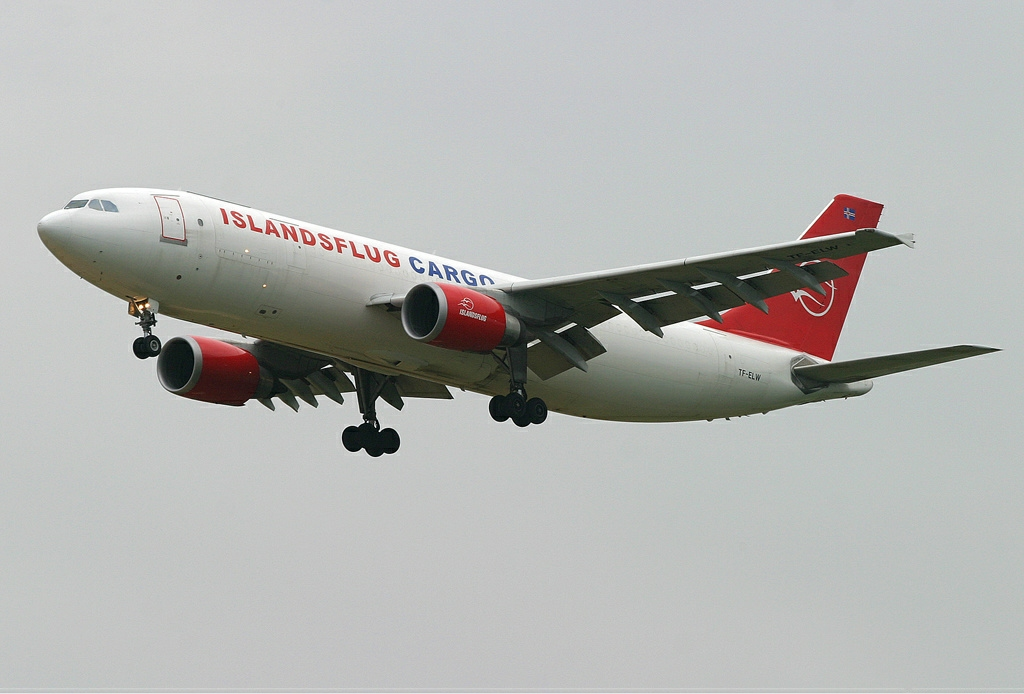
TF-ELW, A300C4-605R MSN755, auprès d'Islandsflug.

Une particularité de l'A300B4-622R était la disponibilité du système FADEC, une technologie alors nouvelle. Ce fut la raison pour laquelle certains clients d'A300B2/B4 équipés les moteurs de General Electric changèrent leur choix de réacteur (Egypt Air, Japan Air System, Korean Air et Thai Airways International). Toutefois, l'A300B4-605R fut aussi sélectionné par plusieurs compagnies aériennes comme la Lufthansa qui utilisait le même modèle de moteurs de General Electric CF6 pour ses B747 et DC-10, afin de réduire le coût d'entretien.
Le premier appareil (A300B4-605R, MSN423) fut livré à American Airlines le 21 avril 1988, à la suite de la certification obtenue le 10 mars. Afin d'augmenter la fréquence de ses vols vers les Caraïbes, American Airlines, qui était en novembre 1978 la première compagnie intérieure américaine avant la déréglementation du secteur aérien aux États-Unis, organisa une sévère mise en concurrence entre les deux principaux constructeurs au terme de laquelle elle devint un nouveau client d'Airbus. Elle commanda 25 exemplaires d'A300B4-605R en même temps que 25 Boeing 767. Mais l'A300-600 était le biréacteur de plus grande taille de l'époque et son rayon d'action et sa capacité de l'A300 en faisaient un appareil de choix pour les lignes d'Amérique latine, si bien que 35 exemplaires furent produits pour cette compagnie.
En ce qui concerne la version convertible, seuls deux A300C4-605R (MSN 755 et 758) furent construits, acquis par CityBird, rachetés plus tard par Air Atlanta Icelandic et actuellement opérés par MNG Airlines.
Grâce à l'amélioration du rayon d'action, ce modèle connut un grand succès. Le choix très judicieux du diamètre de fuselage en faisait un avion cargo très demandé, et les compagnies aériennes savaient que l'achat d'A300B4-600R limitait les risques : en cas de nécessité, les A300 peuvent être convertis en version fret, et réutilisés en cargo, ou revendus. Ainsi, Egypt Air et China Cargo Airlines, filiale de China Eastern Airlines, convertirent certains appareils de leurs flottes en version cargo.

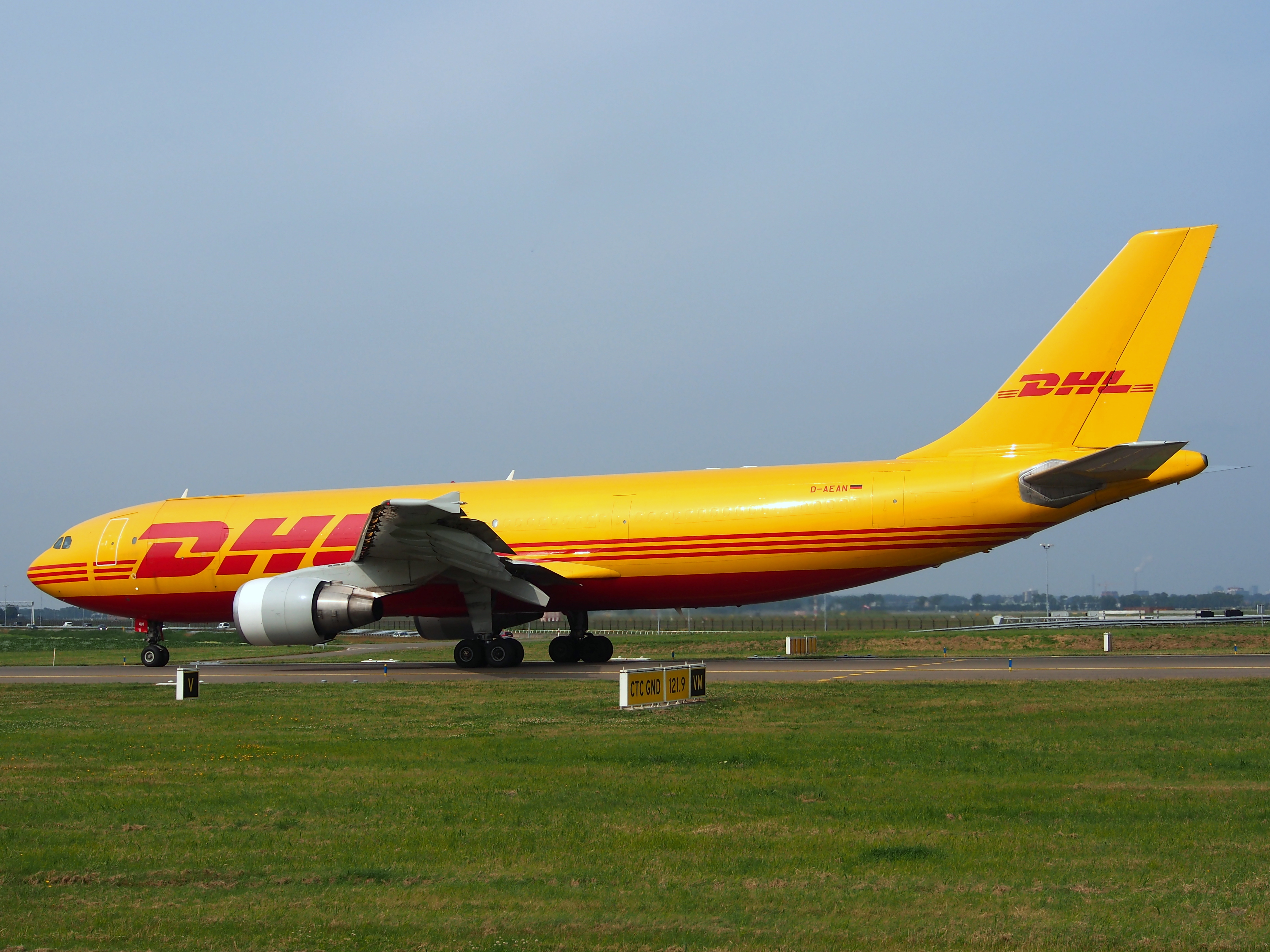
D-AEAN, A300B4-622RF MSN 703 converti en 2012. EFW supprima presque tous les hublots, lors de sa conversion.

De son côté DHL Express commença, en mai 2011, à moderniser sa flotte constituée de 13 A300B4-200F. Elle convertit 13 A300B4-622R de Japan Air System (Japan Airlines après leur fusion), en version fret au sein d'EADS EFW (Elbe Flugzeigwerke) de Dresde. Elle précisa, le 12 mai 2011, que la taille intermédiaire de l'A300B4-622RF était idéale pour le réseau aérien européen. En gardant les mêmes procédures de manutention, cet appareil permit un emport de 5 tonnes supplémentaires de charge, une autonomie améliorée de 900 km et une consommation de carburant inférieure de 20 %. Le premier appareil (MSN711) arriva à Leipzig le 5 novembre 2011. À la suite de cette livraison, la compagnie annonça qu'elle ajouterait cinq appareils supplémentaires fin 2011.
Étant donné que l'A300 manque de certaines hautes technologies standard chez Airbus après l'A320 (Voilure supercritique, Commande de vol électrique...), le dernier exemplaire fut produit en 2002 (MSN838) mettant un terme définitif à la version passager. Japan Air System reçut ce dernier le 25 novembre 2002.
Le constructeur vendit et livra finalement en tout 165 exemplaires d'A300B4-600R.

### A300-600ST

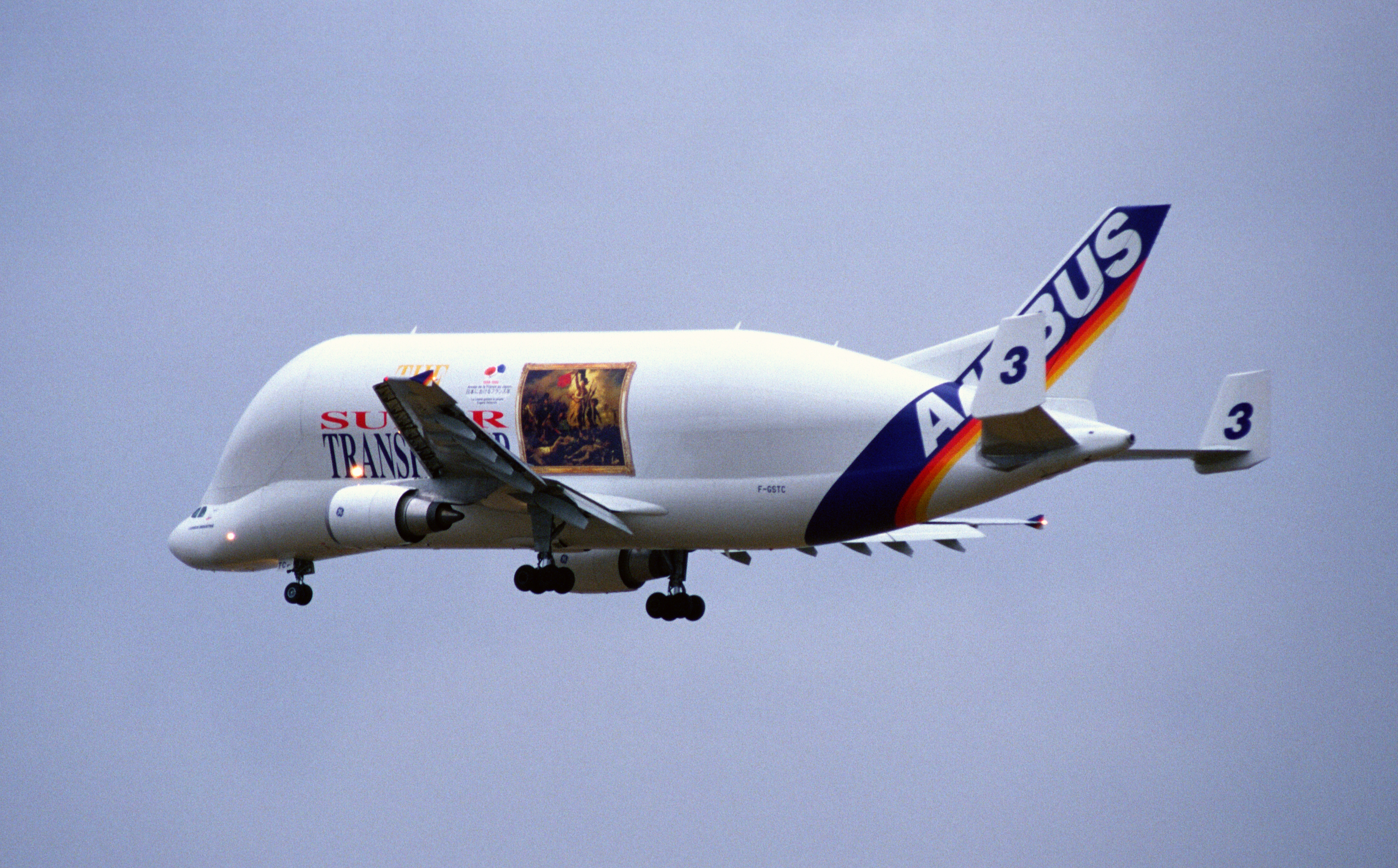
F-GSTC, A300F4-608ST MSN765, s'équipant de réacteur plus puissant, GE CF6-80C2A8.

Connu sous le nom de Beluga, l'A300-600ST (ST : super-transporter) est un dérivé d'A300F4-600R.
Le constructeur voulait vendre cet appareil également aux compagnies aériennes de fret. Cependant, seulement 5 exemplaires furent construits, pour Airbus Transport International, sa filiale. Ces avions sont surtout utilisés pour le transport de morceaux encombrants d'Airbus, les fuselages notamment (excepté de l'A380), y compris ceux plus larges des A350 XWB.

### A300F4-600R

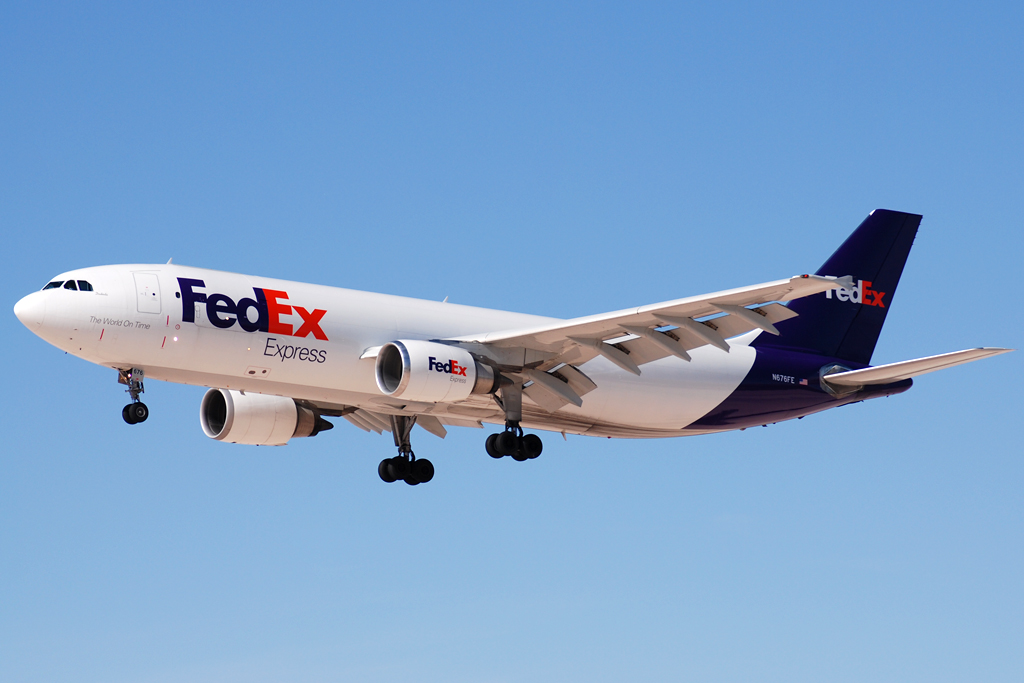
N676FE, A300F4-605R MSN790.

Il s'agit de la version fret de l'A300, dérivée de l'A300B4-600R, et entrée en service en avril 1994 auprès de FedEx (MSN726), après que l'A300F4-605R avait obtenu sa certification le 19 avril. L'A300F4-600R peut transporter jusqu'à 48,1 tonnes de chargement, sur une distance de 4 850 km. Cependant, jusqu'à 3 650 km, il est capable de transporter 54,6 tonnes de fret. Ces appareils sans hublot furent construits à Toulouse en tant que version cargo directement, alors que l'A300B4-600RF est l'appareil converti en version fret à Dresde (EADS EFW, Elbe Flugzeigwerke).

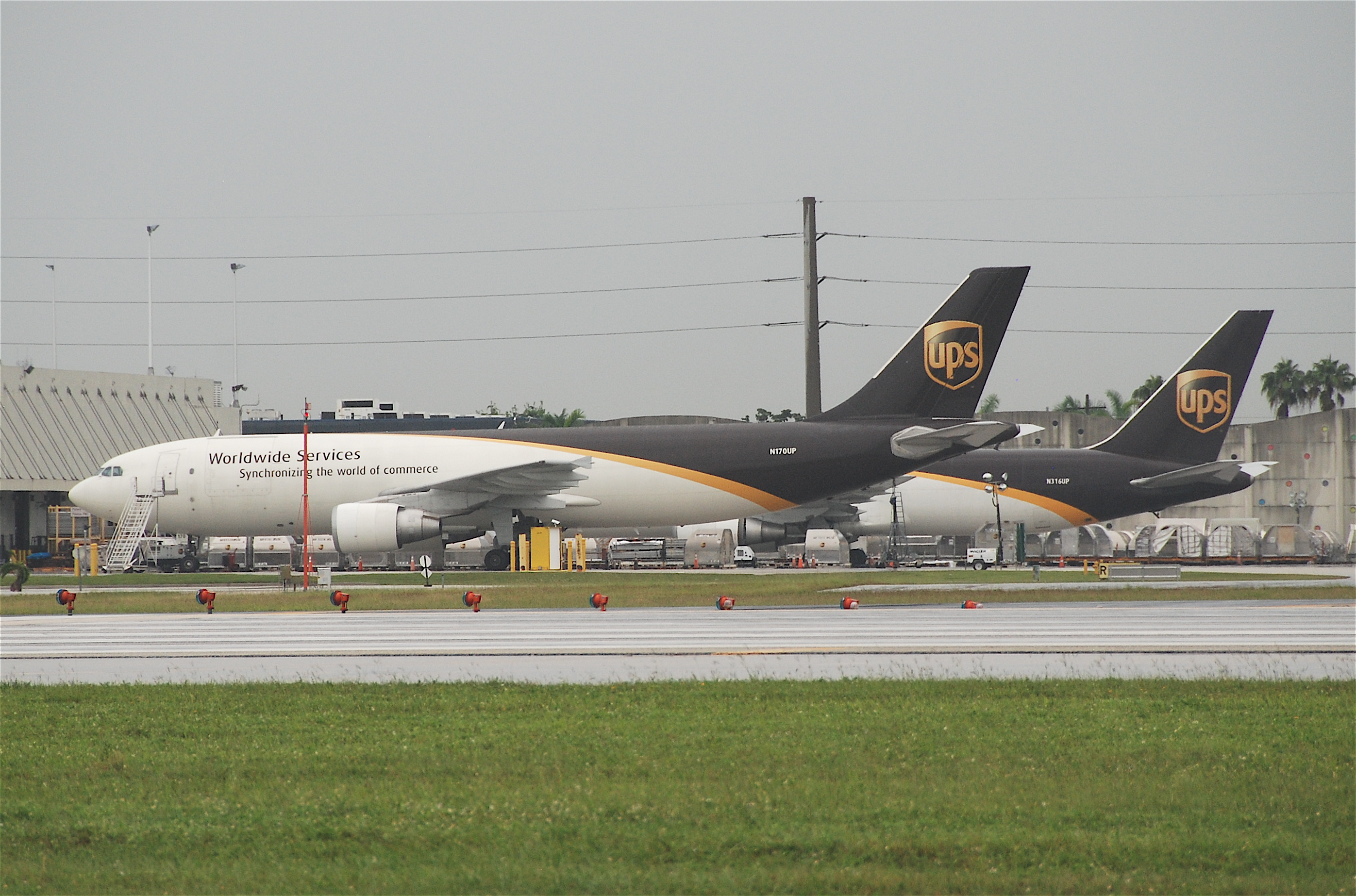
N170UP, A300F4-622R MSN865, un de derniers A300 construits pour UPS en 2006. Cette compagnie n'exploite que les A300F4 neufs, sans hublots.

Certes, à cette époque-là, Airbus réalisa le programme de l'A330/340, les appareils de la nouvelle génération, en démodant la famille A300/310. Toutefois, non seulement l'A300B4-600R avait établi une excellente fiabilité appréciée par un grand nombre de clients mais aussi il gardait une capacité idéale pour le transport de fret, notamment pour remplacer les DC-8F et les B707F vieillis. De plus, son coût d'acquisition était moins cher. En acquérant des A300B4-600RF, FedEx avait besoin de plus d'appareils. Ce sont les raisons pour lesquelles Airbus lança son premier avion-cargo.
Équipé deux réacteurs de General Electric CF6-80C2A5F (2×271,9kN), 42 exemplaires d'A300F4-605R furent construits pour FedEx. Le constructeur vendit également à Air Hong Kong 8 appareils de ce type. Un autre, MSN872, acquis par Galaxy Airlines en 2006, est actuellement possédé par Trans Mediterranean Airways, après sa défunte. Le rival de FedEx, la compagnie UPS, quant à elle, reçut 53 exemplaires d'A300F4-622R, équipé deux réacteurs de Pratt & Whitney PW4158 (2×258,1kN), en raison d'une cohérence avec d'autres appareils. UPS n'acquit que des A300F4-622R neufs. Il avait fallu qu'Airbus obtienne la certification de ce type, le 20 juin 2000.
En dépit de sa modernisation, l'A300F4-600R demeure un appareil d'ancienne génération. L'on comprend que, pour le constructeur, il ne s'agisse plus d'appareil rentable [réf. nécessaire]. Aussi Airbus livra-t-elle son dernier A300F4-622R (MSN869) à UPS en juin 2006 tandis que FedEx reçut MSN878, en tant que le dernier de la famille A300/A310, le 12 juillet 2007. Encore faut-il qu'Airbus soutienne leur maintenance jusqu'à leur dernier service, prévu vers 2025. Boeing conservant la production de la même génération, le B767-300F, est encore capable d'obtenir 50 appareils d'intention d'achat ainsi que 50 options de FedEx, annoncée le 22 juillet 2015, et afin de remplacer des A300F et A310F convertis. Boeing pourrait profiter donc profiter de la fermeture de la ligne d'assemblage toulousaine de son concurrent.
Au total, 104 A300F4-600R furent construits. L'A330-200F a désormais remplacé l'A300F4-600R dans le catalogue d'Airbus